# Альянс демократичних сил за визволення Конго
Альянс демократичних сил за визволення Конго (АДСВК) — опозиційне військове формування у Заїрі під командуванням Лорана-Дезіре Кабіли, що включало в себе чотири угруповання.
Альянс являв собою коаліцію руандійських, угандійських, бурундійських та окремих конголезьких дисидентів, незадоволених груп національних меншин, які скинули владу Мобуту Сесе Секо і Народного революційного руху та за результатами Першої конголезької війни проголосили президентом країни лідера Альянсу — Лорана-Дезіре Кабілу. Хоч альянс мав успіх у поваленні диктатури Мобуту, але він зазнав розпаду після того, як новообраний президент не погодився бути керованим його іноземними прихильниками, Руандою та Угандою, що ознаменувало початок Другої конголезької війни у 1998 році.
Альянс також часто називають його оригінальною французькою назвою — 'Alliance des Forces Démocratiques pour la Libération du Congo-Zaïre (AFDL).

## Передумови
До середини 1996 року ситуація на сході Заїру була напруженою. Після 1994 р. в результаті руандійського геноциду сотні тисяч етнічних хуту перейшли через кордон із Заїром, де вони поселилися у великих таборах біженців. Багато хто з тих, хто відповідав за геноцид, колишні збройні сили Руанди (FAR) та ополченці інтерахамве, використовували анонімність, запропоновану таборами, для реорганізації в повстанське об'єднання для боротьби з Рухом за демократію в Руанді (РДР). РДР почав використовувати табори як бази для проникнення через кордон і проведення повстанських дій. Незважаючи на протести уряду Руанди, уряд Заїру та міжнародні організації, що надають гуманітарну допомогу таборам, не бажали зняти бойовиків із числа біженців.
У той же час позиція меншини баньямуленге, етнічних тутсі, яка жила в Заїрі поколіннями, змінювалася нестабільно. Вони вже давно були дискриміновані за те, що вони є переселенцями в регіоні та володіють іншою мовою та культурою, ніж сусідні племена. Це явище було частиною стратегії Мобуту Сесе Секо, який заохочував низький рівень внутрішнього розбрату в країні, сподіваючись на те, що альянс проти нього вести боротьбу не буде. Прибуття великої кількості хуту, суттєво змінило стан рівноваги. Почалися заворушення між хуту і баньямуленге. Уряд Руанди бачив у баньямуленге природних союзників, спокійно озброював і навчив їх в очікуванні нестабільної ситуації.

## Формування АДСВК
7 жовтня 1996 року віце-губернатор, провінції Букаву, проголосив, що баньямуленге більше не приймаються, і їм доведеться виїхати з країни. У відповідь на це, баньямуленге розпочали повстання проти місцевого самоврядування, яке було використано як привід АДСВК для початку війни у Заїрі, яка спочатку характеризувалася як племінна війна, але швидко перетворилася конфлікт більших масштабів. За підтримки уряду Руанди, баньямуленге вдалося стримати атаку заїрської армії. Зростаюча напруженість між Руандою та Заїром призвела до обміну мінометним вогнем над озері Ківу між збройними силами двох держав. Цей інцидент, пов'язаний із баньямуленге у вересні-жовтні 1996 року, розглядається як початок Першої конголезької війни.
Незрозуміло звідки Лоран-Дезире Кабіла, колишній марксистський повстанець, який провів більшу частину попереднього десятиріччя, продаючи золото в Танзанії, з'явився на чолі своєї старої повстанської групи — Партії народної революції, яка тимчасово припинила свою діяльність. У надзвичайно короткий проміжок часу Кабіла опинився на чолі нового формування АДСВК, яке також включило Національну раду опору для демократії на чолі з Андре Кізасом Нганду, Революційний рух за визволення Конго під керівництвом Ансельме Масасу Ніндага та Демократичний Альянс народу під керівництвом Деогратіаса Бугера. 18 жовтня першим головою організації став представник народу тутсі з провінції Північне Ківу, Деогратіас Бугер.
Було багато спекуляцій про зарубіжну участь у створенні АДСВК. Більша їх частина обертається навколо президента Руанди Поля Кагаме та президента Уганди Йовері Мусевені, котрі добре знали Кабілу. (Кабіла був представлений Кагаме та Мусевені президентом Танзанії Мваліму Джуліусом Ньерере). Після початкового періоду відмов, з 1997 року, як Руанда, так і Уганда відкрито визнали роль, яку вони відігравали у формуванні АДСВК та у його військових успіхах. Руанда та Уганда швидко відправили свої сили підтримки АДСВК через заїрський кордон. Бурунді, Ангола, повстанці південного Судану та сили безпеки провінції Катанга, всі з яких мали давні протиріччя з урядом Мобуту, особливо щодо його спонсорства іноземних повстанських груп для дестабілізації ситуації у сусідніх країнах, також були важливими покровителями АДСЗК.

## Перебіг військових дій
Однією з перших дій Альянсу демократичних сил за визволення Конго після того, як його сили почали захоплювати міста на кордоні Заїру, був розподіл великих таборів біженців хуту, які пропонували безпечний притулок багатьом бойовикам повстанського угруповання РДР. Гуманітарні та правозахисні організації, що керували таборами, жорстко критикувалися. Коли один табір руйнували, біженці бігли до наступного, створюючи імпровізоване поселення з величезною кількістю населення. В одному з таборів в Мугунгу, що поблизу міста Гома на північ від озера Ківу, чисельність населення досягла 500 000 жителів. Табір був абсолютно некерований гуманітарними організаціями. Проте, в жорстоких боях в середині листопада 1996 року урядові сили Заїру та РДР були або знищені, або були вимушені виїхати з провінцій Північне та Південне Ківу. Після цього сили біженців-хуту розкололися, близько 800 000 бігли назад у Руанду, а кілька сотень тисяч рушили на захід у джунглі Заїру, де багато людей померли від голоду та спраги або ж стали жертвами нападів різних озброєних формувань. Сили оборони Руанди та АДСВК здійснювали масові звірства під час війни, 222 000 руандійських біженців-хуту були вбиті.
Хоча Кабіла, завдяки своїм міжнародним контактам і здатності говорити на кількох мовах, був явним лідером АДСВК, виникло питання про те, хто міг би стати новим головою Альянсу. Андре Кізаз Нганду, старший повсталий із революціонерів, був президентом військового крила АДСВК — Національної ради з питань опору і, очевидно, висловив заперечення проти вбивства біженців-хуту в конголезькому таборі. Ця внутрішня напруга між двома підрозділами Альянсу була вирішена 4 січня 1997 року, коли Нганду було вбито в провінції Північне Ківу руандійськими солдатами тутсі, за закликом Кабіли або президента Руанди Поля Кагаме. Після цього Кабіла призначив себе президентом Національної ради з питань опору, а також зберіг свою посаду прес-секретаря та керівника політичного крила.
Після того, провінції Північне та Південне Ківу було взято під контроль, решта війни полягала в подоланні шляху через увесь Заїр пішки, на автомобілях та бронетехніці до столиці — міста Кіншаса. Народ вияввляв глибоку неприязнь до Мобуту Сесе Секо після десятиліть корупції та деспотії. Більшість деморалізованих солдатів національної армії або приєдналися до АДСВК або дезертували. Чоловіки з сіл та містечок усього Заїру стихійно приєдналися до сил Альянсу. АДСЗК уповільнювала лише застаріла інфраструктура країни. У багатьох районах країни не було асфальтованих доріг; єдиними ознаками зовнішнього світу були нерівномірно використані брудні шляхи посеред джунглів.
16 травня 1997 року, після семи місяців повстання і провалу мирних переговорів, Мобуту втік із країни. АДСВК увійшов у Кіншасу наступного дня. Кабіла оголосив себе президентом і перейменував країну в Демократичну Республіку Конго. Альянс демократичних сил за визволення Конго став новими національними збройними силами.